# Quảng trường Nhà hát ở Szczecin

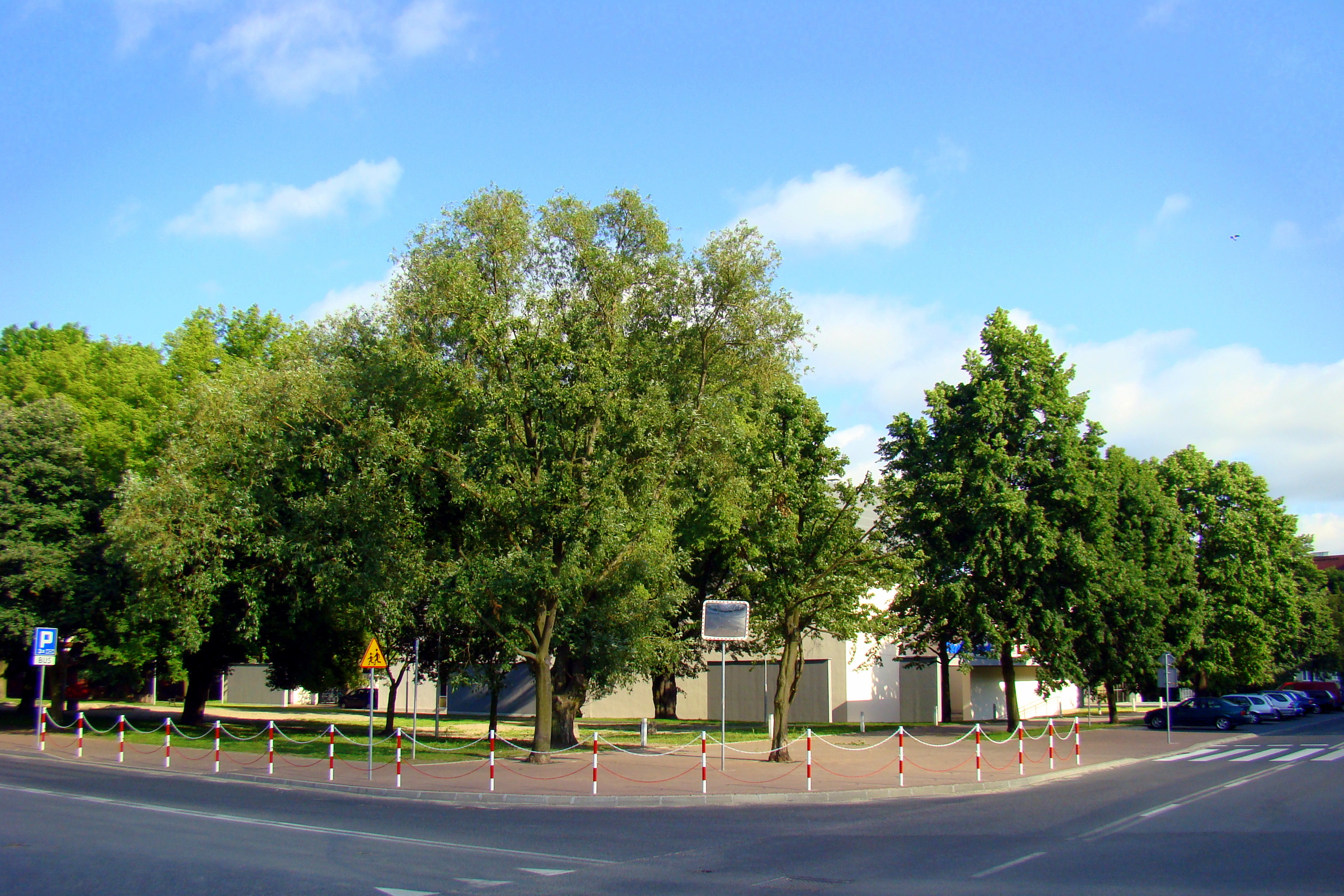
Quảng trường Nhà hát, Szczecin, Ba Lan (2009)

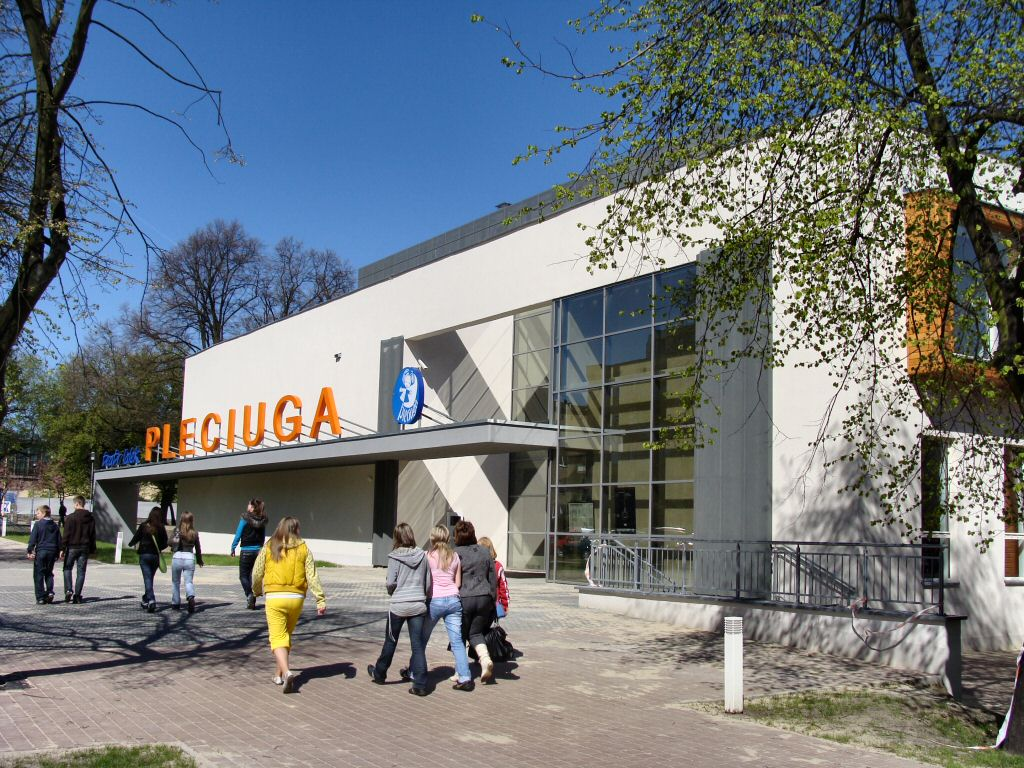
Nhà hát múa rối "Pleciuga" tại Quảng trường Nhà hát, Szczecin (2009)

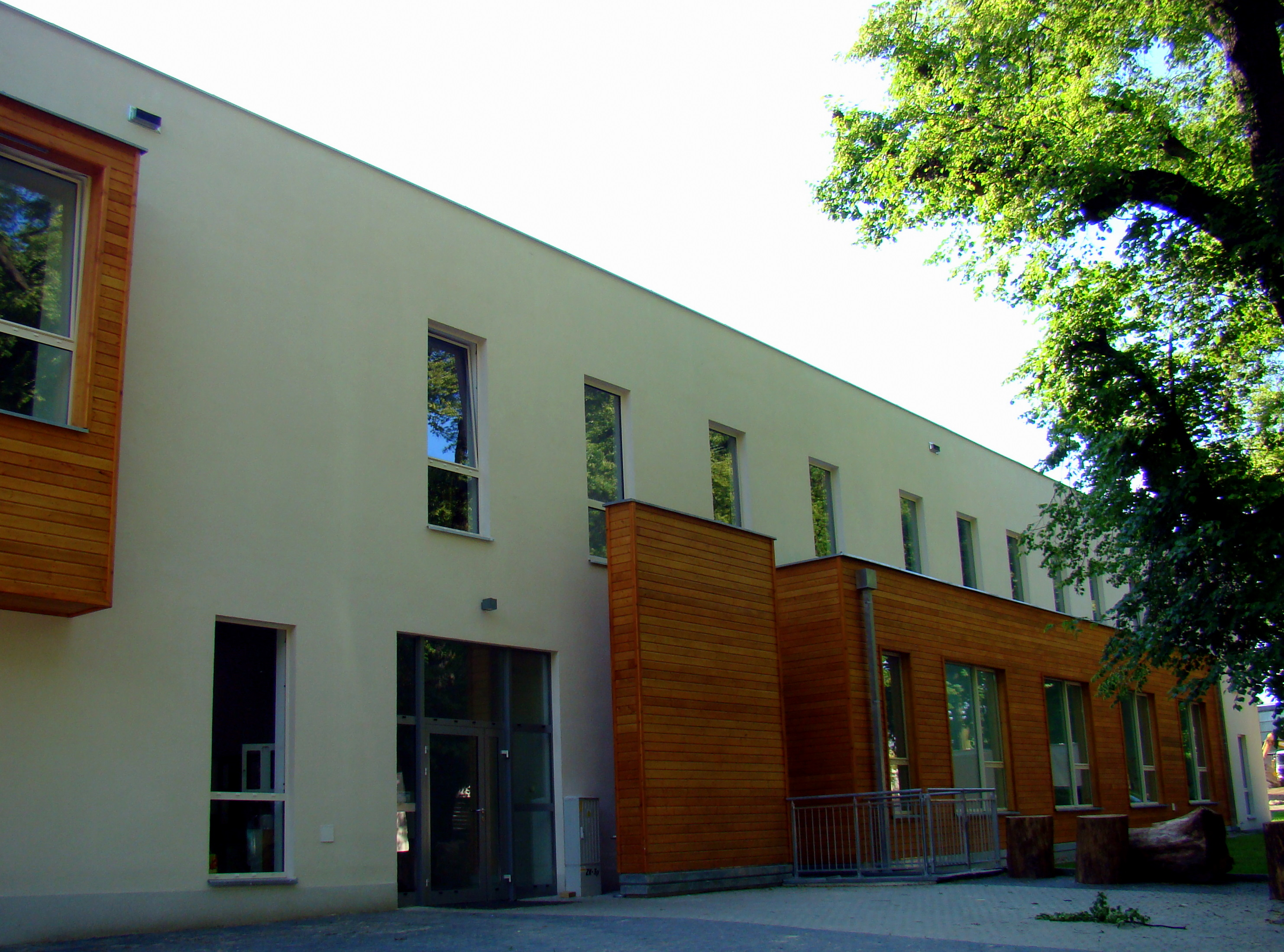
Mặt bên trái của Nhà hát múa rối "Pleciuga" (2009)

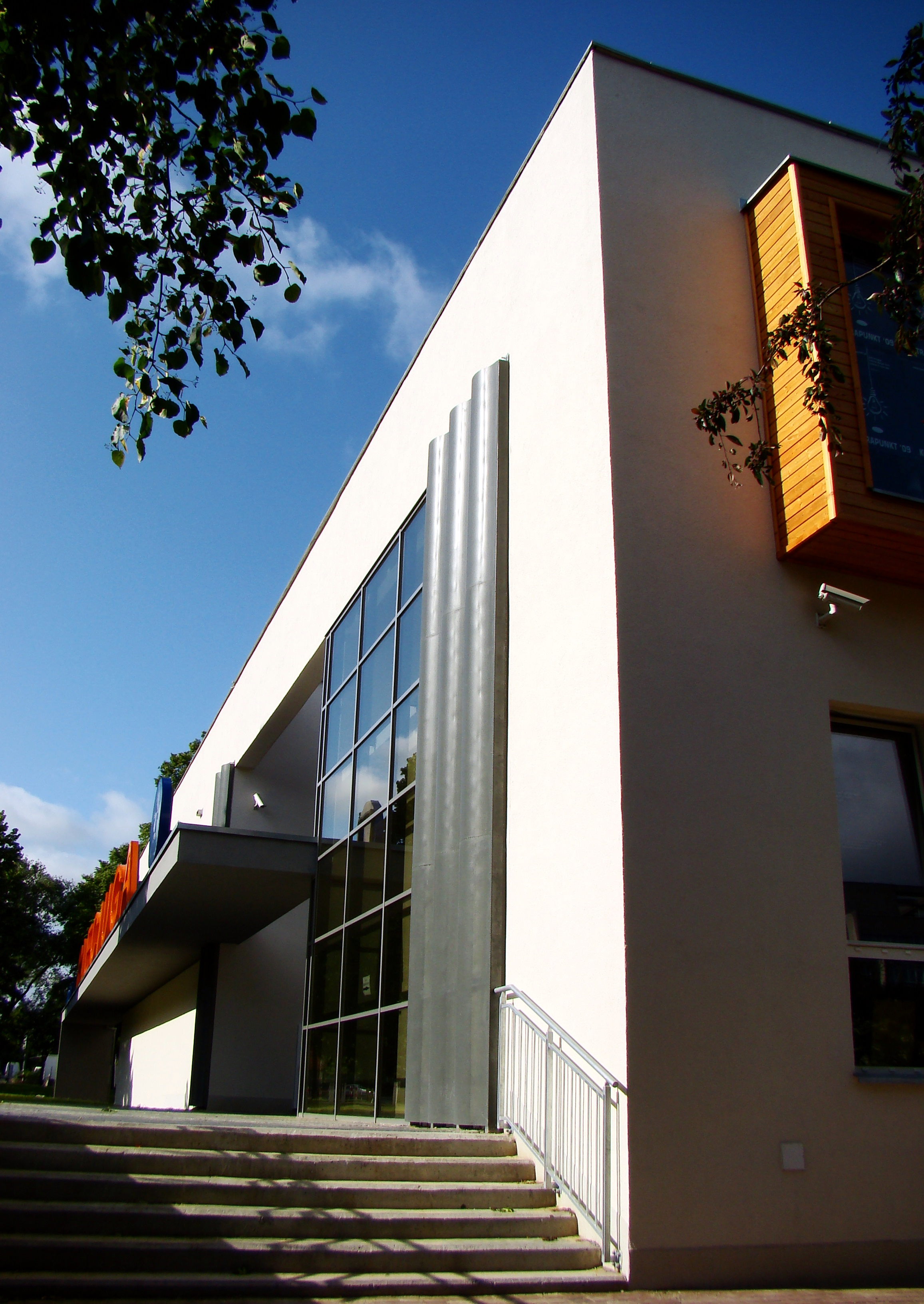
Bậc thang hướng cổng chính Nhà hát múa rối "Pleciuga" (2009)

Quảng trường Nhà hát ở Szczecin (tiếng Ba Lan: Plac Teatralny w Szczecinie) là một trong những quảng trường lớn nằm ở trung tâm thành phố Szczecin, Ba Lan. Quảng trường nổi tiếng với sự hiện diện của Nhà hát múa rối "Pleciuga" (tòa nhà nằm ở giữa Quảng trường). Ngoài ra, Quảng trường còn có sân chơi dành cho thiếu nhi và gia đình.
Nguồn gốc của Quảng trường Nhà hát bắt đầu từ những năm 1870, khởi điểm là một quảng trường thể thao. Sau nhiều lần được chính quyền thành phố quy hoạch và cải tạo, Quảng trường hiện nay là nơi đặt trụ sở Nhà hát múa rối "Pleciuga" (từ năm 2008) và bao gồm hai khu vực: một khu vực có cây xanh và khu vực còn lại thấp hơn mức đường phố với một sân chơi được trải nhựa.
Đi đôi với sự phát triển, Quảng trường nhiều lần được đổi tên:
- Blücher Platz (1900 - 1945)[1]
- Quảng trường Gieorgjia Żukowa (1945-2008)[1]
- Quảng trường Nhà hát (từ năm 2008)[2]

## Vị trí
Quảng trường Nhà hát nằm giữa bốn con phố: Wielkopolska - Mieczysława Niedziałkowskiego - Wąską - Andrzeja Niegolewskiego.
Các địa danh xung quanh Quảng trường Nhà hát bao gồm:
- Đài phun nước Ánh sáng và Âm nhạc (Fontanna Świetlno-Muzyczna): cách trung tâm Quảng trường khoảng 100m.[3]
- Nhà thể thao Szczecin (Szczeciński Dom Sportu): cách trung tâm Quảng trường khoảng 400m.